# Армія Південного Лівану
Армія Південного Лівану (араб. جيش لبنان الجنوبي або «Джайш Лубнан аль-Джанубі»; івр. צבא דרום לבנון, צד"ל або «Цва Дром Левано́н», «ЦАДАЛ») — південноліванські воєнізовані формування (міліція), створені на основі підрозділу Армії вільного Лівану за підтримки Ізраїлю під час громадянської війни на території Південного Лівану. Після 1979, міліція діє в Південному Лівані під керівництвом Саада Хаддада Уряду Вільного Лівану, припинила своє існування у травні 2000 року. Мала підтримку Ізраїлю протягом конфлікту у Південному Лівані, 1982—2000, за для протидії Організації визволення Палестини (ОВП) та Хезболла.

## Історія
Засновником і першим керівником «Армії Південного Лівану» став Командир батальйону ліванської Армії, майор Саад Хаддад, греко-католик, уродженець південноліванського міста Марджаюн, а його найближчим помічником — майор Самі Шид'як. Кістяком майбутньої АПЛ став підрозділ ліванської армії в складі 600 чоловік, спрямоване на Південь країни для забезпечення безпеки місцевих жителів. Згідно з наказом 3860 від 14 серпня 1976 командувача ліванською армією генерала Ханни Саїда і міністерства оборони, майор Саад Хаддад був призначений командувачем сектора ель-Колейя з населеними пунктами ель-Колейя, Бурж ель-Мулук, Каукаба, Рмейш, Дебиль, Айн Ебель і Джедейдет Марджаюн. У завдання Хаддада входило: Зібрати і згрупувати солдатів, що порозбігалися після захоплення їх казарм палестинськими бойовиками і ліванськими антиурядовими мусульмансько-лівацькими міліціями; захищати місцеве населення від різанини і нападів; підтримувати спокій на лівано-ізраїльському кордоні Не маючи можливості отримувати постачання і підтримку від ліванської армії, будучи відрізаним антиурядовими силами від основної частини країни, Саад Хаддад кілька разів звертався до сирійського уряду з проханням надіслати війська для захисту місцевого населення від палестинців і т. зв. Національно-патріотичного руху. Після того, як відповіді від Сирії не було, Хаддад звернувся за допомогою до Ізраїлю.
За деякими даними, перші контакти між С. Хаддад та ізраїльтянами були встановлені в грудні 1975, а допомога почала надходити з січня 1976.
У 1976 році у селищі Метула відбулися переговори, в яких взяли участь генерал М. Гур, генерал Е. Вейцман, М. Бегін, а також С. Хаддад і С. Шид'як. В цей же час в південному Лівані почалося формування напіввійськових і воєнізованих підрозділів, що одержали назву «сили вільного Лівану». Ізраїльтяни встановлювали контакти з представниками ряду християнських громад в південній частині Лівану: спочатку в прикордонних з Ізраїлем селах (Клея, Роміш тощо), Згодом — у віддаленіших (село Ашайя знаходилося на північ від річки Літані). Потенційним союзникам скритно постачали зброю («англійські рушниці і гранати»), боєприпаси, медикаменти та харчові продукти.
Після проведення ЦАХАЛ операції «Літані» 14-21 березні 1978, позиції прихильників С. Хаддада в південному Лівані істотно зміцнилися. Влітку 1978, він отримав підкріплення від християнської міліції з північного Лівану..
23-24 вересня 1978 року, Хаддад перейшов в наступ, в ході якого «Силами вільного Лівану» були зайняті кілька поселень, до 1979 вони контролювали терен в 500—600 км².
Після того, як під тиском Сирії, президент Лівану Е. Саркіс своїм декретом № 1942 від 18 квітня 1979, усунув Хаддада від посади, Хаддад проголосив на території південного Лівану, яка перебувала під контролем його військ, «незалежну державу вільний Ліван» (Dawlet Lebnaan El Horr El Mest'ell) із столицею в Бейруті. Уряд Лівану оголосив його зрадником і дезертиром з ліванської армії. Однак, ліванський уряд сплачувало платню військовослужбовцям АПЛ до 2000, за винятком періоду 1979—1982 рр.., коли воно було заморожено тодішнім президентом Е. Саркісом.
При цьому, Саад Хаддад ретельно уникав локальних сепаратистських тенденцій, щоб не протиставляти себе християнській міліції Башира Жмайеля, що контролювала християнський анклав і Східний Бейрут.
У травні 1980 року «сили вільного Лівану» були перейменовані в «Армію південного Лівану».
Після початку війни 1982, сили АПЛ діяли, за підтримки ізраїльської армії, Проти ОВП І збройних інших формувань. Після війни ізраїльтяни передали АПЛ значну кількість трофейного озброєння ліванської армії, палестинських і ліванських збройних формувань.
У середині 1982 року командування ізраїльської армії передало АПЛ контроль над замком замком Бофор , надалі АПЛ встановила контроль над деякими іншими об'єктами на території Лівану, раніше захопленими частинами ЦАХАЛ.
- так, 16 лютого 1983 року на прес-конференції С. Хаддад повідомив, що частини АПЛ отримали наказ почати висунення на позиції в долині Бекаа, 17 лютого 1983 підрозділи АПЛ зайняли міста Сайда, Набатія і селище Хош ад-Діней, для виконання переміщення військ, АПЛ мали техніку і супровід з боку ЦАХАЛ[10].
- 25 лютого 1983 частини АПЛ зайняли місто Джуба-Дженнін[11].

14 січня 1984 С. Хаддад помер від лейкемії. На його похороні були присутні прем'єр-міністр Ізраїлю Іцхак Шамір, міністр оборони Моше Аренс, начальник генштабу ізраїльської армії Моше Леві, екс-міністр оборони Аріель Шарон, глава опозиції в кнесеті Шимон Перес. Новим командувачем АПЛ був призначений генерал-майор ліванської армії (в резерві) Антуан Лахад. Лахад підтвердив незалежність АПЛ від уряду, заявивши, що буде підкорятися ліванському уряду, як тільки воно стане вільним від сирійського контролю.
У березні 1984 року, під тиском Сирії, керівництво Лівану скасувало підписаний в травні 1983 року мирний договір з Ізраїлем, раніше вже ратифікований Кнесетом.
14 грудня 1984 уряд Ізраїлю ухвалило рішення про відведення більшої частини підрозділів ЦАХАЛ з Лівану (відвід військ почався 20 січня 1985).
У 1985 році сили АПЛ встановили контроль над християнським містом Джезін і околицями. Ряди АПЛ поповнилися бойовиками ліванського націоналістичної організації «Вартові Кедра», незадовго до цього відбившими наступ шиїтів і друзів на місто.
10 червня 1985 оголошений вивід ЦАХАЛ був завершений, і попри наявність армійських підрозділів ізраїльтян на території південного Лівану (в так званій «зоні безпеки» загальною площею 850 км²), положення АПЛ суттєво ускладнилося. Попри підтримку ізраїльської артилерії та авіації, почастішали випадки нападів на АПЛ з боку ліванських і палестинських сил.
За даними радянських джерел, тільки в період з червня 1982 по травень 1984 втрати АПЛ склали до 600 чол. убитими і близько 4 тис. пораненими.
17 листопада 1988 відбувся замах на генерала А. Лахада: активістка Ліванської комуністичної партії по імені Соухе Фавваз Бешара двічі вистрілила в нього з револьвера, перш ніж була схоплена охороною.
Станом на початок 1989, «Армія Південного Лівану» контролювала 850 км² — 8 % території Лівану, тут знаходилися 107 сіл і 63 ферми та проживали близько 110 тис. чол. Під безпосереднім контролем сил АПЛ знаходилися 50 шиїтських, 11 християнських і 6 друзьких сіл і два селища зі змішаним населенням. На утримання АПЛ з місцевого населення збирали податки, а з імпортованих товарів стягували мито.
У 1993, після проведення ізраїльтянами операції «Зведення рахунків» оперативна обстановка для АПЛ тимчасово покращилася.
У червні 1999, сили АПЛ були змушені залишити сектор Джезін. Після відступу АПЛ, в ряді залишених населених пунктів відбулися суди над колишніми військовослужбовцями АПЛ за звинуваченням у державній зраді (у формі співпраці з ворогом).
Тим не менш, ще в середині вересня 1999 бригадний генерал ЦАХАЛ Бені Ганц оцінював оперативну обстановку в південному Лівані як «відносно стабільну».
У січні 2000 року бойовиками «Хезболла» був убитий полковник Акл Хашим, командувач західною бригадою АПЛ. Він був другою людиною в керівництві АПЛ, передбачуваним наступником Лахада на посаді командувача і користувався популярністю у солдатів. Акл Хашим підтримував ідею створення автономного анклаву в «зоні безпеки» після виведення всіх ізраїльських військ і перетворення АПЛ у військову силу, підконтрольну обраному мультиконфесійному уряду анклаву, який буде правити там аж до виведення сирійських військ з території Лівану.
У травні 2000 року почалося виведення підрозділів ЦАХАЛ з південного Лівану — відповідно до резолюції СБ ООН № 425 від 19 березня 1978 року. Військово-морські сили Ізраїлю припинили патрулювання територіальних вод Лівану, ізраїльські ВПС — польоти над Ліваном. Частина укріплень, відбудованих в період з 1982 по 2000 роки, були зруйновані, проте у розпорядженні АПЛ як і раніше зберігалася підготовлені в інженерному відношенні оборонні позиції і укріплені пункти, а також значні запаси озброєння, техніки та військового майна. Однак, в травні 2000 року АПЛ руйнується, велика частина військовослужбовців та їх родини залишили свої будинки і перебралися в Ізраїль як біженці.
22 травня 2000, після переговорів з представниками ліванських сил, про припинення участі в бойових діях оголосили 11 населених пунктів і 8 укріплених постів АПЛ на центральній ділянці оборонної лінії (службу на яких несли мусульмани-шиїти). А. Лахад в цей час знаходився в Парижі і не мав можливості своєчасно реагувати на зміни в оперативній обстановці, що сприяло подальшому розвитку подій.
23 травня 2000 фактично припинив своє існування західний сектор оборони (службу на якому несли переважно друзи).
24 травня 2000 ліванські сили зайняли маленький місто Марджуюн, який був «столицею» південного Лівану. Встановлений тут пам'ятник С. Хаддаду було скинуто.
День 25 травня у Лівані є святом, «Днем визволення» південної частини країни.

### По руйнації
16 червня 2000 був остаточно завершений виведення ізраїльських військ з території південного Лівану, до цього часу «Армія південного Лівану» вже припинила своє існування. В Ізраїль перебралися близько 8,5 тис. жителів південного Лівану — військовослужбовці АПЛ, цивільні службовці місцевих органів влади та члени їх сімей.
Військовослужбовці АПЛ і цивільні службовці місцевих органів влади, що залишилися на території Лівану були роззброєні і інтерновані підрозділами ліванської урядової армії (більша частина, близько 1250 чол. перебувала під вартою в армійських казармах у місті Баальбек), розслідуванням їх діяльності, визначенням ступеня вини і призначенням покарання займалися військові трибунали. Всього було затримано до 1700 чол.
За відомостями «Комітету підтримки вимушених переселенців з Південного Лівану в Ізраїлі», загальні втрати південноліванських сил в період з 1978 по 2000 рік складають 821 чол. убитими (621 військовослужбовців АПЛ + 200 цивільних осіб) і 310 інвалідів і покалічених (230 військовослужбовців АПЛ + 80 цивільних осіб).
Тим не менш, станом на листопад 2001 року, в Ізраїлі існував «уряд вільного Лівану у вигнанні».